# Arroyo del Aguilón
El arroyo del Aguilón es un curso de agua en la zona central de la sierra de Guadarrama (sierra perteneciente al Sistema Central), concretamente en la zona alta del valle del Lozoya, en la vertiente norte de la alineación montañosa de Cuerda Larga. Administrativamente están dentro del término municipal de Rascafría, en el noroeste de la Comunidad de Madrid (España).
El arroyo del Aguilón es uno de los más caudalosos afluentes del río Lozoya donde desemboca, próximo al monasterio de Santa María del Paular. Nace en las proximidades del puerto de La Morcuera, tiene unos 7 km de recorrido, en su cauce alto, a 3,5 km de su nacimiento, se forman las Cascadas del Purgatorio para salvar el escalón geográfico de las Peñas del Purgatorio. 
Por la naturaleza geológica de los valles de la sierra de Guadarrama, formada principalmente por viejas acumulaciones de granito sometido desde hace millones de años a los efectos erosivos del hielo, el agua y el viento, no es habitual encontrar relieves que favorezcan los saltos de agua o cascadas como estas.